# Robbinsdale
Robbinsdale ist eine Stadt (mit dem Status „City“) Hennepin County im südöstlichen Zentrum des US-amerikanischen Bundesstaates Minnesota. Das U.S. Census Bureau hat bei der Volkszählung 2020 eine Einwohnerzahl von 14.646 ermittelt.
Robbinsdale ist Bestandteil der Metropolregion Minneapolis–Saint Paul.

## Geografie
Robbinsdale liegt im nordwestlichen Vorortbereich von Minneapolis auf 45°01′56″ nördlicher Breite und 93°20′19″ westlicher Länge. Die Stadt erstreckt sich über 7,72 km², die sich auf 7,23 km² Land- und 0,49 km² Wasserfläche verteilen.
Benachbarte Orte von Robbinsdale sind Brooklyn Center (am nördlichen Stadtrand), Minneapolis (am östlichen Stadtrand), Golden Valley (am südlichen Stadtrand) und Crystal (am südwestlichen, westlichen und nordwestlichen Stadtrand).
Das Stadtzentrum von Minneapolis liegt 8,8 km in südöstlicher Richtung; das Zentrum von Saint Paul, der Hauptstadt von Minnesota, befindet sich 29,4 km ostsüdöstlich.

## Verkehr
Die Hauptader des Straßenverkehrs durch Robbinsdale ist die vierspurig ausgebaute Minnesota State Route 100, die zugleich als eine von mehreren westlichen Umgehungsstraßen der Twin Cities dient. Alle anderen Straßen sind nur von lokaler und regionaler Bedeutung.
Durch Robbinsdale verläuft in nordwest-südöstlicher Richtung eine Eisenbahnlinie der BNSF Railway, der zweitgrößten Eisenbahngesellschaft des Landes.
Der Crystal Airport (4,1 km nördlich) ist der nächstgelegene Flugplatz. Der nächste Großflughafen ist der Minneapolis-Saint Paul International Airport (25,7 km südöstlich).

## Demografische Daten
Nach der Volkszählung im Jahr 2010 lebten in Robbinsdale 13.953 Menschen in 6032 Haushalten. Die Bevölkerungsdichte betrug 1929,9 Einwohner pro Quadratkilometer. In den 6032 Haushalten lebten statistisch je 2,28 Personen.
Ethnisch betrachtet setzte sich die Bevölkerung zusammen aus 76,5 Prozent Weißen, 13,8 Prozent Afroamerikanern, 0,5 Prozent amerikanischen Ureinwohnern, 3,3 Prozent Asiaten, 0,1 Prozent Polynesiern sowie 1,9 Prozent aus anderen ethnischen Gruppen; 3,9 Prozent stammten von zwei oder mehr Ethnien ab. Unabhängig von der ethnischen Zugehörigkeit waren 4,6 Prozent der Bevölkerung spanischer oder lateinamerikanischer Abstammung.
22,0 Prozent der Bevölkerung waren unter 18 Jahre alt, 65,6 Prozent waren zwischen 18 und 64 und 12,4 Prozent waren 65 Jahre oder älter. 52,4 Prozent der Bevölkerung war weiblich.
Das mittlere jährliche Einkommen eines Haushalts lag bei 54.807 USD. Das Pro-Kopf-Einkommen betrug 29.579 USD. 8,5 Prozent der Einwohner lebten unterhalb der Armutsgrenze.

## Bekannte Bewohner
- Gene Okerlund (1942–2019), Wrestlingjournalist, -kommentator, -ringsprecher, -interviewer und -moderator; in Robbinsdale geboren
- Curt Hennig (1958–2003), Wrestler; in Robbinsdale geboren
- Tom Zenk  (1958–2017), Wrestler; in Robbinsdale geboren und verstorben
- Rachel Bootsma (* 1993), Schwimmerin, in Robbinsdale geboren